# 亚特兰大中央图书馆
亚特兰大中央图书馆坐落于亚特兰大市中心，是当地亚特兰大-富尔顿公共图书馆系统的主馆，也是其总部所在。建筑建于1977年至1980年间，具有粗野主义的设计风格，是设计者马塞尔·布劳耶的封笔之作，此人在亚特兰大只有这一作品。2002年，图书馆曾局部翻修，此后在2018年至2021年间又整体更新，更新前数年曾有动议将其拆除，但在2016年这一动议经过投票否决。

## 历史

### 早前建筑
1902年3月4日，当地第一座公共图书馆开门运营，名为卡内基图书馆，地点正是今日中央图书馆所在。当时，图书馆完工的部分只有地基、藏书架和儿童室三者而已。20世纪中的多数年份，亚特兰大地区公共图书馆体系的主馆都是这座卡内基图书馆。1950年和1966年，通过城市公债基金，图书馆翻新两次。1950年前图书馆系统都称作卡内基图书馆，但当年为标志卡内基中央图书馆翻新一事，系统改名亚特兰大公共图书馆。1953年9月，警方经过暗中监视，在这座图书馆中逮捕同性恋男子二十人，这一事称作「亚特兰大公共图书馆变态案」。1977年卡内基图书馆拆除，为今日的中央图书馆开辟空间，不过旧馆的柱间得到一些保留，用来建造纪念亚特兰大高等教育的纪念碑，名称卡内基教育亭。

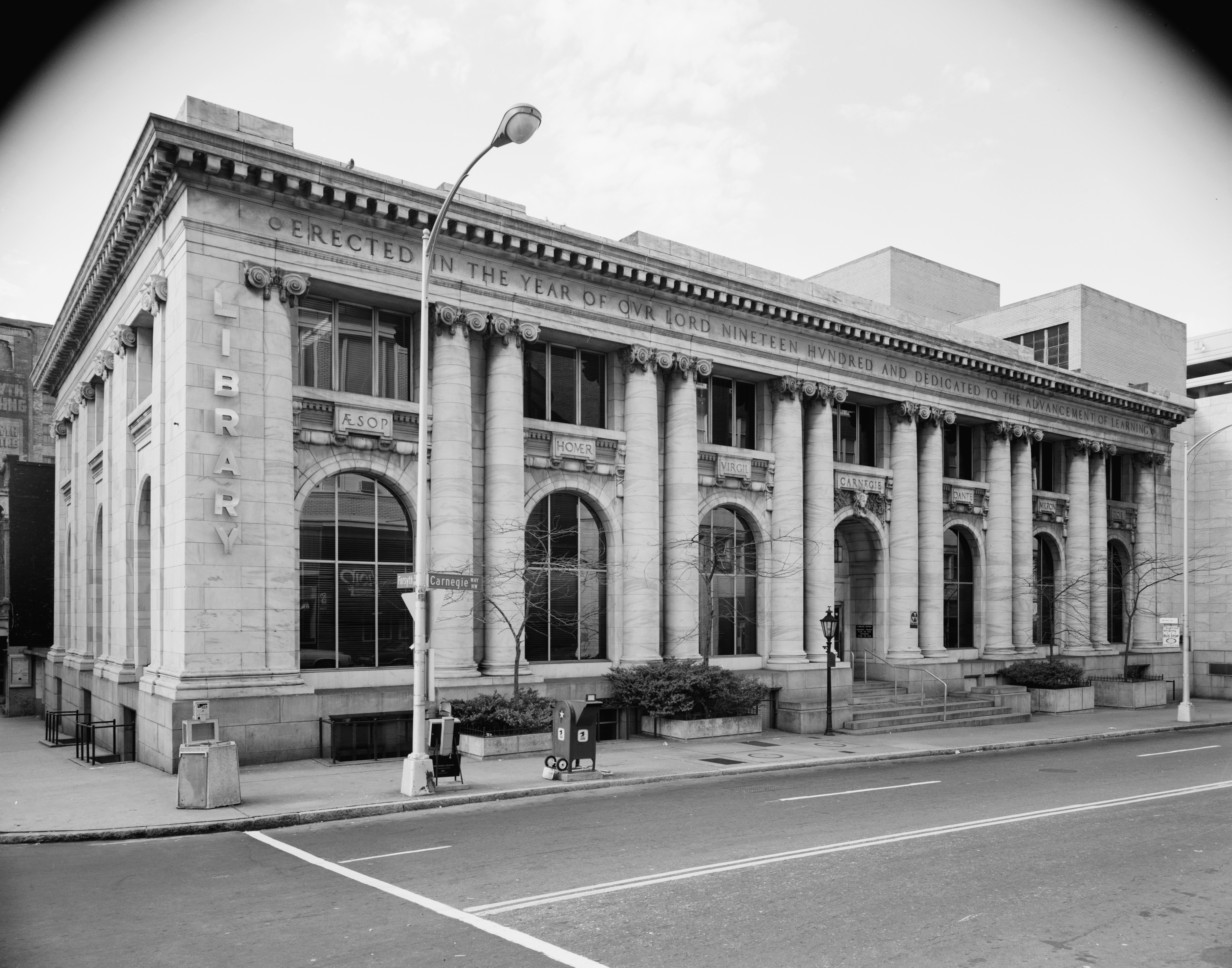
卡内基图书馆，摄于1976年
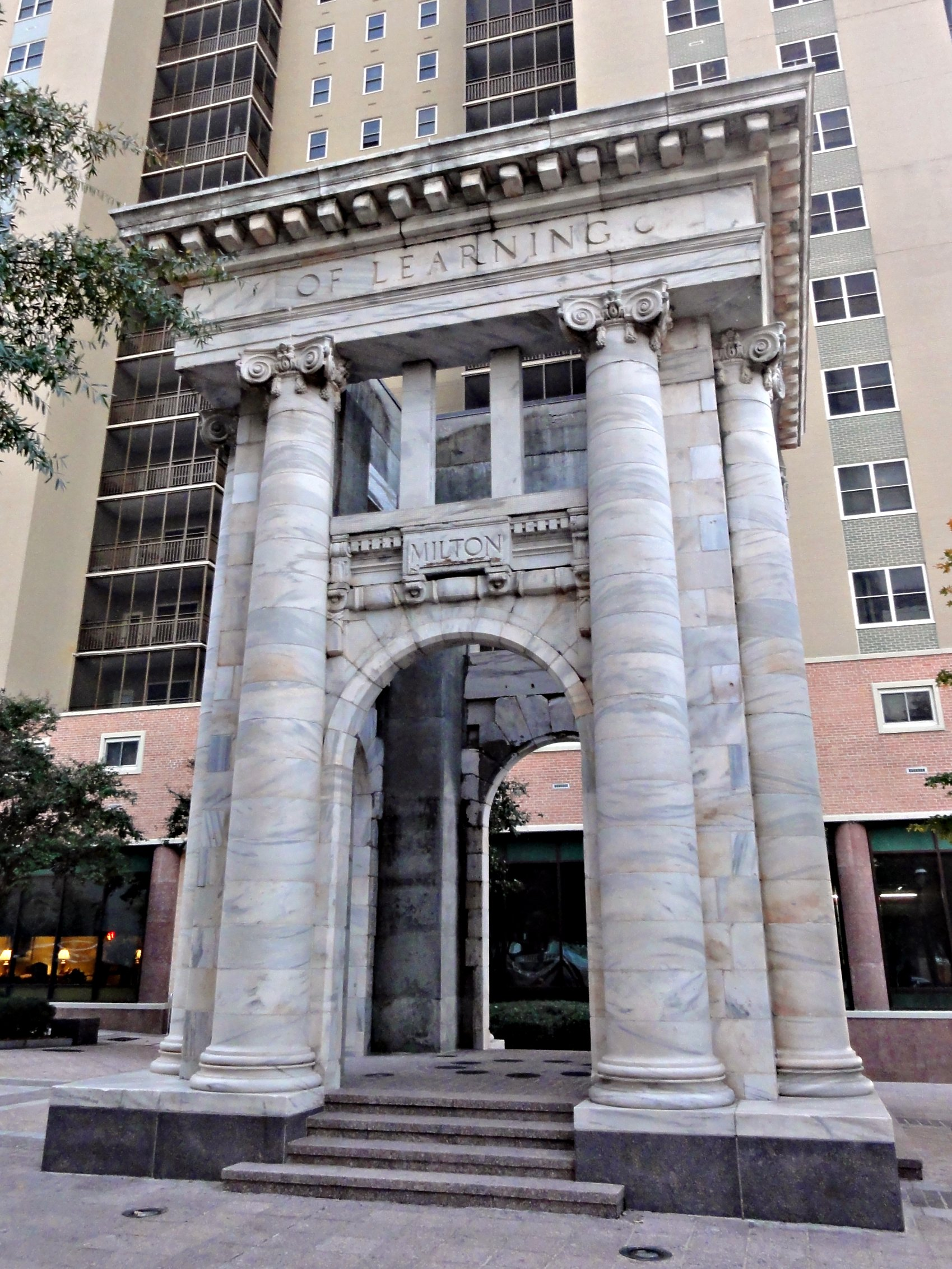
卡内基教育亭，摄于2011年

### 布劳耶设计建筑
马塞尔·布劳耶曾参与包豪斯运动，所设计的这座图书馆竣工于1980年，是其设计的最后一部作品。建筑采用粗野主义建筑风格设计，一时有建筑专家如巴里·伯格多尔（Barry Bergdoll）等人认为是大师手笔；伯格多尔，哥伦比亚大学教授，曾任现代艺术博物馆首席建筑策展人。这一建筑也与布劳耶所设计的惠特尼艺术博物馆大楼有密切联系。图书馆在1980年5月25日剪彩开幕，当时布劳耶已经无力到场；一年后建筑师去世，享年79岁，时为1981年7月1日。
设计这座图书馆，其起意早到1969年即有，但直到1976年，布劳耶才获得设计合约。决议建设图书馆需要举公债1890万美元，图书馆管理层和市政府为此争执不已，是以合约久久不能签订。建设工程从1977年开始，1980年竣工，竣工时图书馆有剧场一座，其中座位300张、图书馆空间六层、餐厅一处。建筑设计可以承载客流千人、藏书百万册，其结构则有钢骨架和混凝土板材，其外墙则用预制混凝土板面，经过凿饰槌处理制造纹路。选用混凝土作材料，是因为按设计图书馆外墙有一些内陷如同壁龛，龛里开窗，其窗外又有扩张之势，这样的特殊形状若要实现用混凝土最经济。另外第二、三、四楼之间有混凝土筑造的大阶梯连接。
然而自1980年以来馆内的先端设施就不断损坏。1990年代中期剧场关停，此前上空的混凝土花坛漏水，使得天花板有所坍塌，不过后来图书馆又引起了关注，于是剧场得到重修；至于餐厅虽在开业之初生意兴隆，到1990年代末也遭到停业。更有甚者，图书馆的粗野主义建筑风格并不得广大群众欣赏。大众既认为建筑风格粗粝，为减弱这种想法，图书馆系统在2002年一次花费五百万美元翻新主馆。五百万一则用于添置新地毯，颜色五彩斑斓；一则用于整修墙面，同样更多色彩。完整翻新一遍，则预计需要3400万美元投入。虽如此，布劳耶设计的这座建筑，其未来如何当时仍然不明。之后有保护工作持续数年，领导者马克斯·伊特纳提（Max Eternity），是艺术家、作家而兼历史学者。这一工作使得图书馆又得到新的关注，列入世界建筑文物保护组织（WMF）2010年公布的最濒危文物点观察名录中。
2016年7月，富尔顿县务委员会讨论是否拆除图书馆建筑，记名投票否决之。两年后的2018年7月图书馆闭馆大修，翻新内外，工程由库珀·卡里建筑公司领导，设计由协助的设计师团体负责，工程的备案建筑师为穆迪·诺兰。改造中在外立面加入许多大窗，这一做法改动了布劳耶原本的设计，招致保护主义人士与建筑师的海量批评。工程耗资5000万美元，到2021年2月大部完工。亚特兰大-富尔顿图书馆系统在当年3月宣布此馆将在晚夏或早秋重新开放，而2021年10月初正式兑现。

## 现况
亚特兰大中央图书馆每周营业六天，周二到周六每日上午十点至下午六点开放，周日闭馆，周一则在周二到周六基础上延长开放至晚八点；另外，逢公共节假日如退伍军人纪念日、感恩节、圣诞节及新年假期等，图书馆会调整开放时间，可能全天闭馆。

### 文内引注
1. ↑  ，一种截面为方形的金属锤，锤面纵横凸凹，形状类似肉锤。